# Александър Наков
Александър Методиев Наков известен и като бай Сандо е анархист и есперантист, концлагерист и политически затворник. Журналист от вестник „Свободна мисъл“.

## Биография
Роден е на 1 август 1919 г. в село Косача, община Ковачевци, област Перник. От 1937 г. Александър Наков е активен член на групата на анархистите в Перник. За обществено-политическите си възгледи, по обвинение в конспирация лежи последователно в затворите в Кюстендил, София и Скопие. След 1944 година – в концентрационните лагери на Народната република.

### Преди 9 септември 1944
Александър Методиев Наков, след завършване на основното си образование, известно време работи на село като земеделц, след което отива в Перник и започва работа в мините и работи в различни рудници. Още през 1937 г. влиза в редовете на анархистическото движение и започва активна дейност, създавайки анархистическа група сред работниците в машинната служба. След уволнението от казармата през 1940 г. се връща при пернишките си приятели. Започват събрания, лепене на листовки, разнасяне на литература, разпространяване на позиви срещу „кафявата чума“ и срещу войната. През 1941 г. биват разкрити от полицията и заедно с пет други анархисти, е осъден на 6 години и 8 месеца затвор по Закона за защита на държавата. В затвора прекарва теи години. След излизането му от затвора остава в родното си село, където продължава анархистическата си дейност с лицата: Милчо Славов, Аспарух Груйов, Йордан Борисов и Георги Кирилов, всички от с. Косача.

### 1944 – 1990
В края на 1944 г. идва в Перник където работи в рудник „Република“ като влаков шлосер. Свързва се с Димитър Василев, Боян Алексев, Ласерман Асенов Минев, Мария Доганова, Костадин (Коце) Захаринов и др. и образуват анархистическата организация „Елизе Реклю“. Александър Наков е отчитал организацията пред анархистическия съюз в гр. Ст. Димитров. След забраната на анархистическата организация той продължава да развива активна дейност, изразяваща се в участието в нелегална анархистическа конференция, разпространявана помощни марки и събиране помощ за репресирани анархисти. За тази му дейност на 16 декември 1948 г. е изпратен в ТВО (Трудово възпитателно общежитие) с. Белене, където е имал много лошо държание, за което е наказван не еднократно. От ТВО е освободен на 10 август 1953 г. На погребението на Димитър Василев в Перник през октомври 1971 г., което е внушително, Александър Наков произнася надгробно слово, в което казва, че като анархист Василев е преминал през фашистките затвори и болшевишките концлагери. За това прегрешение бай Сашо е изселен в разградското село Хума, където прекарва 3 години.

### След 10 ноември 1990
След разпадането на СССР и разкапването на болшевишкия строй, оцелелите български безвластници възстановяват федерацията си след 45-годишната диктатура. На 19 май 1990 г. в град Казанлък се състои учредителната конференция. Идват много съмишленици, между които Ганчо Дамянов, д-р Любен Янкулов, Борис Резов, Желязко Петков, Стоян Цолов, Славейко Павлов, Трифон Терзийски, Христо Колев – Големия, Илия Петканов, Христо Колев – Малкия, Митко Димитров, Станчо Кърпаров, Стефан Попов, Христо Бойчев, Нено Кацарски, Костадин Захаринов и много, много други.
„Сред тях – пише Екатерина Йосифова – Александър Наков е най-типичният, най-завършеният представител на това невероятно, непоколебимо, силно поколение български безвластници. И съвсем естествено точно той стана мост между тях и младите.“
За възстановената Федерация на анархистите в България Александър Наков работи до последно: дежури в клуба на Федерацията, подготвя конференции, пише статии, набира средства за вестника, за разпространението му, за издаване на книги, води прецизна отчетност…
Той е учител, приятел и съратник на младите анархисти.
Александър Наков почива на 99-годишна възраст на 10 ноември 2018 г.

## Публикувани книги
- Александър Наков. Досие на обект № 1218. Шрапнел. София.2006, 2009 – второ преработено и допълнено издание.
- Alesander Nakov (Author) and Mariya Radeva (Translator) The dossier of subject no 1218: A Bulgarian anarchist's story /Black cat press. Edmonton, Alberta, Canada. 2016. (2017). ISBN 9781926878164

## Статии, публикувани във вестник „Свободна мисъл“
Сборникът статии на Александър Наков включва предговор от Мария Радева и следните статии:
- Глад и дълг: масови убийци – Свободна мисъл бр. 2, 2008 г
- Въздържателното движение в България – Свободна мисъл бр. 6, 2008 г.
- Конгрес на SAT в Казанлък – Свободна мисъл бр. 9, 2008 г.
- Студентски град? – Свободна мисъл бр. 1, 2009 г.
- Истинската борба с тютюнопушенето – Свободна мисъл бр. 5, 2010 г.
- Защо е нужна организация? – Свободна мисъл бр. 8, 2010 г.
- Фалшив процес, реален риск – Свободна мисъл бр. 6, 2011 г.
- Лов на екстремисти в Русия –Свободна мисъл бр. 7, 2011 г.
- 16 декември 1948 г – Свободна мисъл бр. 12, 2011 г.
- Гробарите – Свободна мисъл бр. 2, 2012 г.
- Десети март 1945 – Свободна мисъл бр. 3, 2012 г.
- Медиите манипулират за Гърция –Свободна мисъл бр. 5, 2012 г.
- Един спомен от 1946 г. – Свободна мисъл бр. 7, 2012 г.
- Да си припомним 23 август 1939 г. – Свободна мисъл бр. 9, 2012 г.
- 64-ти есперантски конгрес в България – Свободна мисъл бр. 10, 2012 г.
- 16 декември, 1948 година –Свободна мисъл бр. 12, 2012 г.
- Закон или врата в полето? – Свободна мисъл бр. 1, 2013 г.
- Дъщерята на семкаря – Свободна мисъл бр. 3, 2013 г
- Подслушаните – Свободна мисъл бр. 5, 2013 г.
- 23 август 1939 г. – Свободна мисъл бр. 9, 2013 г.

## Семейство
Описанието на семейството на Александър Наков е такова, каквото е описано в досието му от Държавна сигурност (Досие на обект № 1218).
- Жена му Кирилка Алексиева Методиева, родена на 28 септември 1922 г. в с. Вискяр, работи в „Машиностроител“, Перник. Тя е под влиянието на мъжа си и е с отрицателно отношение към народната власт.
- Дъщеря им Йорданка Александрова Накова, родена на 8 юли 1945 г. в гр. Перник, ученичка, член на ДКМС.
- Син Марин Александров Наков, роден на 6 март 1948 г. в гр. Перник, ученик, член на ДКМС.
- Баща му Методи Наков е починал отдавна.
- Майка му Йорданка Христова Накова е родена на 2 юли 1897 г. в с. Косача, живуща в същото село, занимава се с домакинство, безпартийна, без прояви.

Братя и сестри:
- Иван Методиев Наков, роден на 22 август 1924 г. в с. Косача, живее в гр. Перник. Работи в рудник „Република“. Няколко дни преди 9 септември 1944 г. е излязъл в чужбина нелегално, но не се е свързал с партизаните. След това е правил опит да стане член на БКП, но не е бил приет, поради това, че брат му бил в затвора.
- Милчо Методиев Наков, роден на 30 март 1927 г. в с. Косача. Живее в с. Темелково, и работи като частен бояджия. Преди 9 септември 1944 г. е бил малък, не е членувал във фашистка организация. През 1948 г. „изменил на родината“, като е избягал в Югославия, където престоява шест месеца и бива върнат обратно. За тази му дейност бива осъден на една година и половина затвор. Той е безпартиен, вражески настроен.
- Ветка Методиева Накова, родена на 27 април 1921 г. в с. Косача, омъжена в Радибош. Живее в гр. Перник, работи в хотел „Кракра“ като прислужница. Безпартийна, мъжът и е член на БКП.
- Павлина Методиева Накова омъжена в с. Ярджиловци, занимава се с домакинство, безпартийна, без прояви.